# Hell's End
Pour plus de détails, voir Fiche technique et Distribution.
Hell's End est un film américain réalisé par James McLaughlin, sorti en 1918.

## Synopsis
Devenue riche, la famille Flynn a quitté l'immeuble du « bout de l'enfer » où elle habitait à New York. Les années passent et Mary et Jimmie Flynn perdent contact avec leur ami d'enfance, Jack Donovan. Un jour, Mary rencontre Jack, devenu entre-temps le chef d'une bande de gangsters et de politiciens corrompus. Cette rencontre rend jalouse Belle Burns, qui est amoureuse de Jack. Elle provoque un combat entre Jack et Hank Dillon, lui-même jaloux du pouvoir de Jack. Ce dernier est sérieusement blessé dans la bagarre. À sa sortie de l'hôpital, il aide Mary dans son travail avec la Croix-Rouge, et ils tombent amoureux l'un de l'autre. Jack se bat de nouveau avec son rival, mais cette fois gagne le combat et retrouve son prestige. Toutefois, il abandonne sa vie de gangster pour aider la femme qu'il aime à améliorer les conditions de vie dans leur quartier d'enfance. 

## Fiche technique
- Titre original : Hell's End
- Réalisation : James McLaughlin
- Scénario : Charles J. Wilson
- Photographie : Stephen S. Norton
- Société de production : Triangle Film Corporation
- Société de distribution : Triangle Distributing Corporation
- Pays d'origine :  États-Unis
- Langue originale : anglais
- Format : noir et blanc — 35 mm — 1,37:1 — Film muet
- Genre : drame
- Durée : 50 minutes (5 bobines)
- Dates de sortie :  États-Unis : 14 juillet 1918
- Licence : Domaine public

## Distribution
- William Desmond : Jack Donovan
- Josie Sedgwick : Mary Flynn
- Louis Durham : Hank Dillon
- Dorothy Hagan : Belle Burns
- Charles Dorian : Jimmie Flynn